# 40계단

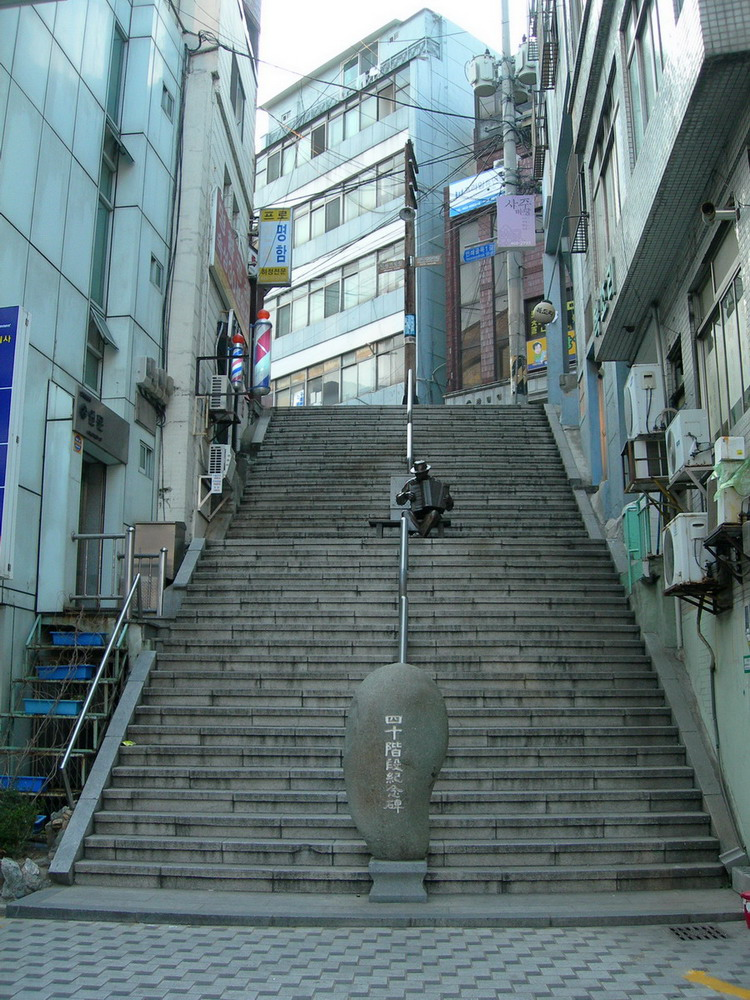
40계단의 실제 모습.

40계단(四十階段)은 부산 중구에 위치한 문화명소이다. 한국 전쟁 당시 이 인근에 거주하던 피난민, 부두 노동자들의 애환을 기리기 위해 국민은행 중앙동지점부터 40계단까지의 거리를 '40계단문화관광테마거리'로 조성되었다. 그리고 영화인 《인정사정 볼 것 없다》의 오프닝신에 등장하여 많은 사람에게 알려졌다.